# Акцептиране
Акцептиране е термин с който се обозначава писменото съгласие на лицето – платец, че ще приеме нареждането на издателя на менителницата. Акцептирането в менителничното право преминава от издателя върху акцептанта. Самият издател се превръща от пряк платец в регресен длъжник, като той не може да се освободи от плащането.
Предявяването за акцептиране може да се извърши както от приносителя така и от държателя, като обикновено в менителницата се добавя фразата „приета за плащане“, „приета“ или „акцептирана“. Освен съгласието за приемане е необходимо наличието на подпис от страна на платеца.
Акцептирането е безусловно върху цялата сума, но може и да е за част от нея. След акцептирането менителницата остава в бенефициента и до падежа може да бъде прехвърляна.